# Kris Richard (autóversenyző)
Kris Richard  (Bern, 1994. november 20. –)   svájci autóversenyző, 2016-ban megnyerte a túraautó-Európa-kupát.
2017-ben megkapta a lehetőséget a Campos Racing csapatától a túraautó-világbajnokság-on két hétvégén vett részt.

## Pályafutása
Kris Richard Formula-autókkal kezdte a karrierjét 2011-ben a Junior Formula Mastersben. 2012-ben harmadik pozícióban végzett a Formula LO bajnokságban. 2016-ban a TCR Benelux valamint a túraautó-Európa-kupa sorozatokban versenyzett, utóbbit meg is nyerte Petr Fulín előtt, akivel bár ugyanannyi pontot gyűjtöttek a szezon során, de Richardnak több győzelme volt így az övé lett a bajnoki cím. 2017-ben az ADAC TCR Germany, valamint a Túraautó-világbajnokság mezőnyében versenyzett. Előbbiben a 178 pontot és egy harmadik hellyel dobogót szerezve 10. lett a szezon végi rangsorolásban. A WTCC-ben pedig két hétvégén indult. Először Motegiben kapta meg a lehetőséget a Campos Racingtől, miután a sérült Tiago Monteiro helyére a gyári Honda csapat leszerződtette az addigi Campos versenyzőt, Esteban Guerrerit. Az első futamán a 14. lett, a másodikon pedig a 12. pozícióban intették le. A szezonzáró Katari nagydíjon aztán újra megkapta a lehetőséget, miután Monteiro továbbra sem épült fel sérüléséből, az első futamon a harmadik rajthelyről indulhatott azonban a futamon folyamatosan esett hátra és végül a pontszerző zónán kívül, a 12. helyen zárta a futamot. A fő futamon a 8. helyről indult, végül 6.-ként haladt át a kockáz zászló alatt, ezzel megszerezve WTCC-s karrierje első pontjait.

### Túraautó-világkupa
2018. május 2.-án az is kiderült, hogy Richard lehetőséget kap a Túraautó Világkupa mezőnyének németországi fordulójában, a Nordschleifén a Hell Energy Racing with KCMG csapatával. Nem sikerült pontot szereznie, a második futamon szerzett 16. helye volt a legjobb eredménye a hétvége során.

### TCR Európa-kupa
2018. március 30.-án bejelentették, hogy pályafutását a TCR Európa Kupában folytatja az olasz Target Competition színeiben egy Hyundai i30-cal, csapattársai a brit Reece Barr, illetve a szerb Dušan Borković.
A TCR Európa-kupa szezont a 7. pozícióban zárta 84 pontot gyűjtve, legjobb eredményét a Spa-Francorchamps-i második futamon érte el, ahol a versenyt vezette és meg is nyerte, a futam során vezetett, azonban a Peugeot versenyzője, Julien Briché támadni kezdte, kettejük között incidens történt, amely miatt a franciának el kellett hagynia a pályát és másodikként ért célba, azonban a verseny után a felügyelők Richardot visszasorolták Briché mögé a második helyre. Ezenkívül a szezon során Richard még egyszer állhatott dobogóra, amikor az Assen-i első futamon harmadikként intették le. A szezonzáró hétvégén, Barcelonában a versenybírók kizárták a teljes versenyhétvégéről miután az időmérő edzés során Richard a mért körét pályaelhagyással futotta meg, második legjobb ideje a 10. rajthelyre volt elég, viszont ez azt is jelentette volna, hogy a vasárnapi futamra viszont a fordított rajtrács miatt a pole-pozícióba került volna, ezért a második futamra szóló 10 rajthelyes büntetéssel sújtották, ami elvette a pole pozícióját, és azt eredményezte, hogy a svájci így a 11. rajthellyel vághatott volna neki a vasárnapi futamnak. Az itélet után Richard közösségi oldalán megjegyzéseket tett a versenybírókra, ennek következtében habár az első futamon még elindulhatott és a 8. helyen célba is ért, nem sokkal a verseny után a teljes hétvégéről kizárták.

## Eredményei

### Teljes Túraautó-Európa-kupa eredménylistája
| 5 | Ki | 1 | 1 | 2 | 1 | 4 | 1 | 4 | 1 | 2 | 2 |

### Teljes Német ADAC TCR bajnokság eredménysorozata
| 4 | 7 | 22 | 4 | 31 | 13 | Ki | 12 | 12 | 26 | 8 | 3 | 8 | Ki |

### Teljes Túraautó-világbajnokság eredménylistája
|  |  |  |  |  |  |  |  |  |  |  |  |  |  | 14 | 12 |  |  | 12 | 6 |

### Teljes TCR Európa-kupa eredménysorozata
| 12 | 14 | 14 | 5 | 6 | 2 | 5 | 7 | 3 | 6 | 12 | 7 |  |  |

† Kiesett, de helyezését értékelték, mivel teljesítette a futam 75%-át.

### Teljes WTCR-es eredménysorozata
|  |  |  |  |  |  | 17 | 16 | 18 |  |  |  |  |  |  |  |  |  |  |  |  |  |  |  |  |  |  |  |  |  |

* Szezon folyamatban.
† Kiesett, de helyezését értékelték, mivel teljesítette a futam 75%-át.